# Van Donge & De Roo Stadion
Il Van Donge & De Roo Stadion, fino al 2017 noto come Stadion Woudestein, è un impianto polisportivo di Rotterdam.
Originariamente era stato aperto il 9 settembre 1939. Tra il 1997 e il 2000 è stato ricostruito. Attualmente ospita le gare casalinghe dell'Excelsior.
Il Woudestein può contenere 3.527 spettatori, il che lo rende lo stadio più piccolo per una squadra di Eredivisie.